# One Vision
„One Vision“ je píseň britské rockové skupiny Queen, která byla poprvé vydána jako singl 4. listopadu 1985 a poté i na albu A Kind of Magic z roku 1986. Začal ji psát bubeník Roger Taylor, ale podílela se na ní celá skupina, takže jsou jako autoři uváděni Freddie Mercury, Brian May, Roger Taylor i John Deacon.
Píseň byla inspirována životem Martina Luthera Kinga, přičemž text vypráví o muži, který bojuje a překonává životní překážky. V dokumentu BBC z roku 2011 Queen: Days of Our Lives, Taylor uvedl, že jeho texty byly „tak trochu okopírované ze slavné řeči Martina Luthera Kinga“.  Píseň byla zahrnuta do setlistu všech koncertů Queen v rámci Magic Tour, jako první píseň každého koncertu.

## Videoklip
Videoklip k písni byl nahrán v září 1985. Zobrazuje hlavně kapelu, která skladbu nahrávala v Musicland Studios v Mnichově a režírovali a produkovali jej rakouští režiséři Rudi Dolezal a Hannes Rossacher a Queen si s nimi vytvořili plodný pracovní vztah, jehož výsledkem byla řada uznávaných a oceněných videoklipů (například pro písně „Innuendo“ a „The Show Must Go On“).
V úplném úvodu videoklipu je efekt, kde se mezi sebou prolínají záběry slavné pózy kapely z obalu alba Queen II z roku 1974 a videoklipu k písni „Bohemian Rhapsody“ z roku 1975 a záběry znovu provedení této pózy po 10 letech z roku 1985. Tento videoklip patří mezi nejlepší videoklipy Queen, což dokazuje jeho zařazení do kompilačních alb Queen Rocks The Video a Queen: Greatest Video Hits 2.

## Blurred Vision
Rozsáhle remixovaná verze písně s názvem „Blurred Vision“ byla vydána na B straně tohoto singlu. Jedná se o prodlouženou a zcela odlišnou (ale ne strukturou) verzi Taylorova sóla na bicí z písně One Vision. Zachovává si však původní zakončení, i když s prodlouženou instrumentální vsuvkou.

## Obsazení nástrojů
- Freddie Mercury – hlavní zpěv a doprovodné vokály, sampler
- Brian May – elektrická kytara, syntezátory, sampler, doprovodné vokály
- Roger Taylor – bicí, elektronické bicí, doprovodné vokály
- John Deacon – basová kytara

## Umístění v žebříčcích
| Žebříček (1985–1986)                     | Umístění |
| ---------------------------------------- | -------- |
| Austrálie (Kent Music Report)            | 10       |
| Belgie (Ultratop 50)                     | 28       |
| Kanada (RPM)                             | 76       |
| Irsko (Irish Singles Chart)              | 5        |
| Nizozemsko (Dutch Top 40)                | 21       |
| Nizozemsko (SingleTop 100)               | 21       |
| Polsko (LP3)                             | 33       |
| Švýcarsko (Schweizer Hitparade)          | 24       |
| Spojené království (UK Singles Chart)    | 7        |
| USA (Billboard Hot 100)                  | 61       |
| USA (Hot Mainstream Rock Tracks)         | 19       |
| Západní Německo (Official German Charts) | 26       |

## Zajímavosti

### „Fried chicken“
Závěrečná část písně obsahuje verš ve kterém se nečekaně místo „One Vison“ zazpívá „Fried chicken“ (česky „smažené kuře“). Je to výsledek pokusu kapely o vtip – Freddie Mercury do písně zakomponoval slova, která se zbylou částí textu nemají vůbec nic společného.